# JamaicaVM
JamaicaVM — виртуальная машина и среда сборки для Java-программ реального времени. Она включает в себя детерминированный сборщик мусора (с предсказуемым временем работы) и реализует RTSJ.  Разработана для использования во встраиваемых системах и системах реального времени.